# Ettore Manni
Ettore Manni (ur. 6 maja 1927 w Rzymie, zm. 27 lipca 1979 tamże) – włoski aktor filmowy i telewizyjny.

## Życiorys
Urodził się w Rzymie i od wczesnego dzieciństwa dorastał bez matki. Został przyjęty do szkoły medycznej, a później próbował studiować prawo i wreszcie architekturę. Jednak nie ukończył żadnych studiów. 
Jeszcze jako student trafił na plan filmowy dramatu Luigi Comenciniego Handel żywym towarem (La tratta delle bianche, 1952) z Vittorio Gassmanem i Sophią Loren. Pod koniec lat pięćdziesiątych grał negatywne role w filmach przygodowych i spaghetti westernach. Brał udział w produkcjach Delmera Davesa i Tony'ego Richardsona, a także Federico Felliniego Miasto kobiet (1980).
Był związany z austriacką aktorką Kristą Nell.
Zmarł 27 lipca 1979 w Rzymie w wieku  lat 52, po przypadkowym postrzeleniu się.

## Wybrana filmografia

### filmy fabularne
- 1952: Handel żywym towarem (La tratta delle bianche) jako Carlo Sozzosi
- 1953: Dwie noce z Kleopatrą (Due notti con Cleopatra) jako Marek Antoniusz
- 1953: La lupa jako Nanni Lasca
- 1953: Attyla (Attila) jako Bleda, brat Attyli
- 1954: Siluri umani jako Marco
- 1955: Przyjaciółki (Le amiche) jako Carlo
- 1961: Ercole alla conquista di Atlantide jako Androclo, król Teb
- 1964: Ursus, il terrore dei kirghisi jako Ido
- 1966: Zakochany diabeł (L'arcidiavolo) jako Gianfigliazzo
- 1973: Si può essere più bastardi dell'ispettore Cliff? jako Morrel
- 1973: Tony Arzenta jako Gesmundo, właściciel sauny
- 1973: Eroi all'inferno jako Bakara, pijany lekarz
- 1973: Konie Valdeza (Valdez, il mezzosangue) jako szeryf
- 1974: Fatti di gente perbene jako dr Carlo Secchi
- 1974: Rabid Dogs jako dyrektor banku
- 1975: ...a tutte le auto della polizia jako Enrico Tummoli
- 1976: La madama jako Sante Tonnaro
- 1977: La malavita attacca... la polizia risponde! jako Rampelli
- 1978: Umierający w jej butach (Sella d'argento) jako Thomas Barrett, Sr.
- 1978: Il commissario di ferro jako sierżant Ingravallo
- 1979: Un uomo in ginocchio jako Vincenzo Fabbricante
- 1980: La verdad sobre el caso Savolta jako Claudedeu
- 1980: Miasto kobiet (La città delle donne) jako dr Xavier Katzone